# Baia Alassio Calcio
L'A.S.D. Baia Alassio Calcio (nota semplicemente come Baia Alassio Calcio) è una società calcistica di Alassio, in provincia di Savona.
Il club è il frutto della fusione avvenuta nel 2009 tra lo Sport Club Alassio 1921 e il Baia del Sole che, dopo un anno disputato a Cisano, ha iniziato a giocare ad Alassio.

## Storia
Il club nasce nel 1921 col nome di Sport Club Alassio e, dopo essersi affiliata alla FIGC, nel corso degli anni trenta conosce il momento di massimo splendore quando arriva a disputare il campionato di Prima Divisione 1933-1934 e il successivo, antesignani della Serie C.
Dopo alterne vicende, nel periodo prebellico interrompe l'attività federale, per ricomparire dopo il conflitto centrando subito la promozione in Serie C. In questa serie milita per due stagioni per retrocedere poi in Promozione, allora massima competizione dilettantistica.
Nel 1952 la serie viene declassata a livello regionale e la compagine giallo-nera ne segue le sorti, salvo tornare a disputare un campionato di livello nazionale nel 1962 con la promozione in Serie D, dove rimane per otto stagioni.
Segue un periodo abbastanza altalenante con il club che non riesce più ad abbandonare i tornei di carattere regionale. A seguito di una grande crisi, nel 1987 si fonde con il Bastia Villanova, dando vita allo Sport Club Alassio-Bastia, per poi tornare alla classica denominazione la stagione successiva.
Riguadagnata così la Promozione, la serie viene mantenuta per cinque stagioni al termine delle quali avviene una nuova retrocessione in Prima Categoria che porta alla seconda fusione, questa volta con i "rivali" cittadini dell'Auxilium, dando vita all'Associazione Sportiva Auxilium-Alassio.
Il club ha alterne vicende fino al 2007 quando la retrocessione in Seconda Categoria porta alla rifondazione del club, con la denominazione che riporta al nome originale del club, ovvero Alassio Sport Club 1921. Riguadagnata la Prima Categoria, il club si fonde con il Baia del Sole, e dopo un anno vissuto "in trasferta" a Cisano, torna a difendere i colori di Alassio.
Nella stagione 2013-2014 la squadra viene affidata ad un mister proveniente dal settore giovanile, Alessandro Mottola, ex giocatore di Imperia e Sanremese il quale si propone di affrontare un campionato in piena sinergia con il settore giovanile. Nel corso della stagione esordiranno da titolari anche giocatori nati nel 1998, dell'età di 15 anni.
Alla conclusione della stagione calcistica 2016-2017 è retrocessa in Seconda Categoria. È ripescata in Prima Categoria per il 2018-2019 e in Promozione per il 2021-2022.

## Palmarès

### Competizioni regionali
- Prima Categoria: 2

1961-1962 (girone A), 1999-2000 (girone A)2024-2025 (girone A)
- Campionato italiano di terza divisione: 1

1929-1930 (girone B)
Coppa Liguria prima categoria 2015-2016